# El magnate
El Magnate (No Brasil: O Magnata) é uma telenovela escrita por Manoel Carlos, dirigida por Ary Coslov, produzida pela companhia americana Capitalvision International Corp e exibida pela Telemundo.
É um remake da novela brasileira Novo Amor, produzida pela extinta Rede Manchete em 1986.
Tem no elenco os atores Andres García, Ruddy Rodriguez e Salvador Pineda nos papéis principais.
Foi exibida no Brasil pela Rede OM entre 11 de maio a 6 de novembro de 1992.

## Sinopse
A história gira em torno de um triângulo amoroso formado por Rodrigo Valverde (Salvador Pineda) e Gonzalo Santillán (Andrés García), que lutam para conquistar o amor de Teresa (Ruddy Rodríguez). Rodrigo, sedento de poder, se dispõe a casar com uma velha inválida a troco de chegar a ficar rico. Enquanto isso, Gonzalo chega à vida de Teresa, uma mulher bonita e ambiciosa, uma atriz de cinema conhecida como Maria Fernández, que é incitada, por seu agente, a pedir que Rodrigo, "O Magnata", financie um filme seu. Ele acaba se apaixonando e ele, é comprometido com uma mulher mimada  e arrogante. O Magnata é uma história onde o poder, a ambição e o ódio travam obstáculos dos quais Teresa terá que vencer para alcançar a verdadeira felicidade.

## Elenco
- Ruddy Rodríguez .... Teresa/María Fernández
- Andrés García .... Gonzalo Santillán
- Salvador Pineda .... Rodrigo Valverde
- Laura Fabian .... Celeste
- Griselda Noguera .... Aretusa
- Pilar Brescia .... Meche
- Osvaldo Calvo .... Pedro
- Teresa María Rojas .... Elena
- Zully Montero .... Antonia
- Luis Montero .... Agenor
- Manolo Villaverde .... Pedro
- Carmen Mora ..... Francisca
- German Barrios ... Ernesto
- Ricardo Pal .... Julio
- Velia Martínez .... Antonieta
- Marylin Romero .... Inés
- Rosa Felipe .... Magdalena
- Eva Tamargo Lemus
- Carlos Cano .... Mayor